# بول كازنلسون
بول كازنلسون (1898-1959) هو عالمٌ تشيكيٌ، وُلد في بولندا، يُنسب إليه وصف الحالة الأولى من عدم تنسج الخلية الحمراء النقي، كما يُعرف أيضًاابإسهامته في اكتشاف الدور العلاجي لاستئصال الطحال في الفرفرية قليلة الصفيحات مجهولة السبب.
برزت مُعظم أعماله الأكاديمية في عشرينيات وثلاثينيات القرن العشرين؛ وكان يعمل آنذاك في جامعة تشارلز في براغ.